# México en la Universiada Mundial Taipei 2017
Las XXIX Universiadas de Verano se realizaron en la ciudad de Taipéi, en la República de China, entre el 19 y el 30 de agosto de 2017. México contó con 211 competidores en 18 deportes.

## Medalists
| Medalla | Nombre                                                       | Deporte       | Evento                             | Fecha                |
| ------- | ------------------------------------------------------------ | ------------- | ---------------------------------- | -------------------- |
|         | Dolores Hernández                                            | Clavados      | Mujeres Trampolín 1m               | 20 de agosto de 2017 |
|         | Adán Zúñiga Arantxa Chávez                                   | Clavados      | Mixto Trampolín 3m                 | 22 de agosto de 2017 |
|         | Arantxa Chávez Melany Hernández                              | Clavados      | Sincronizado Femenino Trampolín 3m | 24 de agosto de 2017 |
|         | Arantxa Chávez                                               | Clavados      | Mujeres Trampolín 3m               | 26 de agosto de 2017 |
|         | Tonatiú López                                                | Atletismo     | 800 m                              | 28 de agosto de 2017 |
|         | Raúl Pereda                                                  | Golf          | Individual masculino               | 27 de agosto de 2017 |
|         | México                                                       | Golf          | Equipo Masculino                   | 27 de agosto de 2017 |
|         | Antonio Vázquez                                              | Halterofilia  | -62 kg Masculino                   | 20 de agosto de 2017 |
|         | Julio César Salazar                                          | Atletismo     | Marcha de 20 km Individual         | 26 de agosto de 2017 |
|         | México                                                       | Atletismo     | Marcha de 20 km Equipo             | 26 de agosto de 2017 |
|         | Dania Aguillón Natali Brito Rosa Cook Iza Flores Paola Morán | Atletismo     | 4 x 400m Relevo                    | 28 de agosto de 2017 |
|         | César Rodríguez                                              | Taekwondo     | -54 kg Masuculino                  | 22 de agosto de 2017 |
|         | Paulina Armería                                              | Taekwondo     | -57 kg Femenino                    | 22 de agosto de 2017 |
|         | Itzel Manjarrez                                              | Taekwondo     | -49 kg Femenino                    | 23 de agosto de 2017 |
|         | Victoria Heredia                                             | Taekwondo     | -67 kg Femenino                    | 23 de agosto de 2017 |
|         | Melissa Oviedo                                               | Taekwondo     | -62 kg Femenino                    | 24 de agosto de 2017 |
|         | Briseida Acosta                                              | Taekwondo     | +73 kg Femenino                    | 24 de agosto de 2017 |
|         | México                                                       | Taekwondo     | Equipo Kyorugi Femenino            | 26 de agosto de 2017 |
|         | Alejandra Valencia                                           | Tiro con Arco | Individual Recurvo Femenino        | 24 de agosto de 2017 |
|         | Jorge Nevarez Alejandra Valencia                             | Tiro con Arco | Equipo Mixto Recurvo               | 24 de agosto de 2017 |
|         | Equipo Masculino                                             | Clavados      | Clasificación Equipo Masculino     | 27 de agosto de 2017 |
|         | Equipo Masculino                                             | Futbol        | Torneo Masculino                   | 29 de agosto de 2017 |

## Competidores
| Deporte            | Hombres | Mujeres | Total |
| ------------------ | ------- | ------- | ----- |
| Tiro Con Arco      | 6       | 6       | 12    |
| Atletismo          | 18      | 10      | 28    |
| Béisbol            | 22      | 0       | 22    |
| Baloncesto         | 12      | 0       | 12    |
| Clavados           | 6       | 4       | 10    |
| Esgrima            | 0       | 4       | 4     |
| Fútbol             | 20      | 20      | 40    |
| Gimnasia artística | 2       | 0       | 2     |
| Gimnasia rítmica   | 0       | 2       | 2     |
| Golf               | 3       | 3       | 6     |
| Judo               | 0       | 3       | 3     |
| Deportes de ruedas | 1       | 1       | 2     |
| Natación           | 7       | 2       | 9     |
| Tenis de mesa      | 1       | 0       | 1     |
| Taekwondo          | 9       | 8       | 17    |
| Tenis              | 4       | 4       | 8     |
| Voleibol           | 12      | 12      | 24    |
| Halterofilia       | 3       | 6       | 9     |
| Total              | 126     | 85      | 211   |

## Tiro con Arco

### Recurvo
| Atleta                                          | Evento               | Ronda Clasificación | Ronda Clasificación | Ronda de 48        | Ronda de 24           | Ronda de 16         | Ronda de 8               | Cuartos de final    | Semifinales               | Final / BM         | Rank |
| Atleta                                          | Evento               | Puntuación          | Siembra             | Oponente Resultado | Oponente Resultado    | Oponente Resultado  | Oponente Resultado       | Oponente Resultado  | Oponente Resultado        | Oponente Resultado | Rank |
| ----------------------------------------------- | -------------------- | ------------------- | ------------------- | ------------------ | --------------------- | ------------------- | ------------------------ | ------------------- | ------------------------- | ------------------ | ---- |
| Luis Álvarez                                    | Individual Masculino | 651                 | 24                  | BYE                | Morgan (GBR) W 6-5    | Wolfe (EUA) W 6-2   | Jimenez (FRA) L 3-7      | No avanzó           | No avanzó                 | No avanzó          | 9    |
| Jorge Nevarez                                   | Individual Masculino | 653                 | 20                  | BYE                | Oona (EST) L 5-6      | No avanzó           | No avanzó                | No avanzó           | No avanzó                 | No avanzó          | 33   |
| Oldair Zamora                                   | Individual Masculino | 641                 | 32                  | BYE                | Chirault (FRA) W 6-5  | Lee (KOR) L 0-6     | No avanzó                | No avanzó           | No avanzó                 | No avanzó          | 17   |
| Luis Álvarez Jorge Nevarez Oldair Zamora        | Equipo Masculino     | 1945                | 6                   | —                  | —                     | —                   | Gran Bretaña (GBR) W 6-2 | Rusia (RUS) L 2-6   | No avanzó                 | No avanzó          | 6    |
| Alejandra Valencia                              | Individual Femenino  | 649                 | 7                   | BYE                | BYE                   | Mercuri (ITA) W 6-2 | Singh (IND) W 6-2        | Lee (KOR) W 6-5     | Kang (KOR) L 3-7          | Lei (TPE) W 6-0    |      |
| Yoko Guerrero                                   | Individual Femenino  | 604                 | 37                  | BYE                | Khochyna (UKR) L 5-6  | No avanzó           | No avanzó                | No avanzó           | No avanzó                 | No avanzó          | 33   |
| Rebeca Márquez                                  | Individual Femenino  | 612                 | 30                  | BYE                | Van Dijck (NED) W 6-0 | Kang (KOR) L 0-6    | No avanzó                | No avanzó           | No avanzó                 | No avanzó          | 17   |
| Alejandra Valencia Yoko Guerrero Rebeca Márquez | Equipo Femenino      | 1865                | 6                   | —                  | —                     | —                   | Malasia (MAS) W 6-2      | Rusia (RUS) L 0-6   | No avanzó                 | No avanzó          | 8    |
| Jorge Nevarez Alejandra Valencia                | Equipo mixto         | 1384                | 2                   | —                  | —                     | —                   | India (IND) W 5-3        | Polonia (POL) W 5-1 | Corea del Sur (KOR) L 0-6 | Japón (JPN) W 5-4  |      |

### Compuesto
| Atleta                                         | Evento               | Ronda Clasificación | Ronda Clasificación | Ronda de 24                | Ronda de 16                 | Ronda de 8               | Cuartos de final             | Semifinales            | Final / BM                  | Rank |
| Atleta                                         | Evento               | Puntuación          | Semilla             | Oponente Resultado         | Oponente Resultado          | Oponente Resultado       | Oponente Resultado           | Oponente Resultado     | Oponente Resultado          | Rank |
| ---------------------------------------------- | -------------------- | ------------------- | ------------------- | -------------------------- | --------------------------- | ------------------------ | ---------------------------- | ---------------------- | --------------------------- | ---- |
| Rodolfo González                               | Individual Masculino | 696                 | 3                   | BYE                        | Kalashnikov (RUS) L 141-147 | No avanzó                | No avanzó                    | No avanzó              | No avanzó                   | 9    |
| Antonio Hidalgo                                | Individual Masculino | 686                 | 21                  | Brooks (GBR) W 139-135     | Bee (EUA) W 145-137         | Cagiran (TUR) L 144-145  | No avanzó                    | No avanzó              | No avanzó                   | 17   |
| Adolfo Medina                                  | Individual Masculino | 684                 | 24                  | Ruggiero (ITA) W 143-141   | Singh (IND) L 141-145       | No avanzó                | No avanzó                    | No avanzó              | No avanzó                   | 17   |
| Rodolfo González Antonio Hidalgo Adolfo Medina | Equipo Masculino     | 2066                | 3                   | —                          | —                           | Singapur (SGP) W 211-198 | China Taipéi (TPE) W 229-214 | Russia (RUS) L 214-222 | South Korea (KOR) L 223-235 | 4    |
| Abril López                                    | Individual Femenino  | 670                 | 23                  | Grydeland (NOR) W 141-138  | Estera (MAS) L 144-145      | No avanzó                | No avanzó                    | No avanzó              | No avanzó                   | 17   |
| Brenda Merino                                  | Individual Femenino  | 680                 | 13                  | Pittarelli (ITA) W 143-125 | Strachan (EUA) W 142-132    | Song (KOR) L 142-143     | No avanzó                    | No avanzó              | No avanzó                   | 9    |
| Fernanda Zepeda                                | Individual Femenino  | 688                 | 3                   | BYE                        | Dudareva (KAZ) W 139-132    | Chen (TPE) L 143-143     | No avanzó                    | No avanzó              | No avanzó                   | 9    |
| Abril López Brenda Merino Fernanda Zepeda      | Equipo Femenino      | 2038                | 3                   | —                          | —                           | BYE                      | Rusia (RUS) L 206-210        | No avanzó              | No avanzó                   | 6    |
| Rodolfo González Fernanda Zepeda               | Equipo mixto         | 1384                | 2                   | —                          | —                           | Singapur (SGP) W 149-140 | India (IND) L 147-152        | No avanzó              | No avanzó                   | 6    |

## Atletismo
Clave
- Nota– los rangos dados para acontecimientos de pista son dentro del heat del atleta sólo
- Q = Calificado para la ronda próxima
- q = Calificado para la ronda próxima como perdedor más rápido o, en acontecimientos de campo, por posición sin conseguir el objetivo de cualificar
- N/A = Ronda no aplicable para el acontecimiento
- DNF = No terminó
- DSQ = Competidor descalificado

Hombres
Eventos de pista
| Atleta                                                                       | Evento           | Calor     | Calor | Semifinal | Semifinal | Final     | Final     |
| Atleta                                                                       | Evento           | Resultado | Rank  | Resultado | Rank      | Resultado | Rank      |
| ---------------------------------------------------------------------------- | ---------------- | --------- | ----- | --------- | --------- | --------- | --------- |
| José Carlos Alanís                                                           | 100 m            | 10.77     | 8     | No avanzó | No avanzó | No avanzó | No avanzó |
| Heber Gallegos                                                               | 100 m            | 10.41     | 2 Q   | 10.44     | 6         | No avanzó | No avanzó |
| Iván Moreno                                                                  | 200 m            | 21.70     | 3     | No avanzó | No avanzó | No avanzó | No avanzó |
| Arturo Sepúlveda                                                             | 200 m            | 21.93     | 5     | No avanzó | No avanzó | No avanzó | No avanzó |
| Tonatiú López                                                                | 800 m            | 1:51.07   | 1 Q   | 1:48.23   | 1 Q       | 1:46.06   |           |
| Fernando Martínez                                                            | 1500 m           |           |       | 3:46.88   | 2 Q       | 3:47.18   | 9         |
| José Juan Esparza                                                            | 5000 m           |           |       | 15:10.22  | 12        | No avanzó | No avanzó |
| Fernando Martínez                                                            | 5000 m           |           |       | 14:52.65  | 9         | No avanzó | No avanzó |
| Jesús Esparza                                                                | Medio Maratón    |           |       |           |           | 1:12:27   | 22        |
| Saby Luna                                                                    | Medio Maratón    |           |       |           |           | DNF       | DNF       |
| Ever Palma                                                                   | Marcha 20 km     |           |       |           |           | 1:30:23   | 4         |
| Isaac Palma                                                                  | Marcha 20 km     |           |       |           |           | 1:30:31   | 5         |
| Julio César Salazar                                                          | Marcha 20 km     |           |       |           |           | 1:28:20   |           |
| Ever Palma Isaac Palma Julio César Salazar                                   | Marcha 20 km     |           |       |           |           | 4:29:14   |           |
| Juan Carlos Alanís Heber Gallegos Iván Moreno César Ramírez Arturo Sepúlveda | 4 × 100 m relevo |           |       | 39.31     | 2 q       | 39.17     | 4         |

Eventos de campo
| Atleta          | Evento                  | Calificación | Calificación | Final     | Final     |
| Atleta          | Evento                  | Distancia    | Posición     | Distancia | Posición  |
| --------------- | ----------------------- | ------------ | ------------ | --------- | --------- |
| Jorge Luna      | Salto de Pértiga        | 5.30         | Q            | 5.20      | 7         |
| Alberto Álvarez | Salto largo             | 7.31         | 26           | No avanzó | No avanzó |
| Alberto Álvarez | Salto triple            | 16.47        | 2 q          | 16.71     | 4         |
| Mario Cota      | Lanzamiento de Disco    | 58.25        | 5 q          | 60.09     | 4         |
| Diego del Real  | Lanzamiento de Martillo | 70.50        | 3 Q          | NM        | NM        |

Eventos Combinados
| Atleta               | Evento   | Evento    | 100 m | SL   | LB    | SA | 400 m | 110H | LD  | SA  | LJ  | 1500 m | Final | Rango |
| -------------------- | -------- | --------- | ----- | ---- | ----- | -- | ----- | ---- | --- | --- | --- | ------ | ----- | ----- |
| Felipe de Jesús Ruiz | Decatlón | Resultado | 11.41 | 6.24 | 12.20 | NM | 51.93 | DNF  | DNF | DNF | DNF | DNF    | DNF   | DNF   |
| Felipe de Jesús Ruiz | Decatlón | Puntos    | 771   | 639  | 619   | 0  | 728   | DNF  | DNF | DNF | DNF | DNF    | DNF   | DNF   |

Mujeres
Eventos de Pista
| Atleta                                                       | Acontecimiento   | Heat      | Heat | Semifinal | Semifinal | Final     | Final     |
| Atleta                                                       | Acontecimiento   | Resultado | Rank | Resultado | Rank      | Resultado | Rank      |
| ------------------------------------------------------------ | ---------------- | --------- | ---- | --------- | --------- | --------- | --------- |
| Iza Flores                                                   | 100 m            | 11.99     | 7    | No avanzó | No avanzó | No avanzó | No avanzó |
| Dania Aguillón                                               | 200 m            | 24.80     | 2 Q  | 24.33     | 4         | No avanzó | No avanzó |
| Iza Flores                                                   | 200 m            | DSQ       | DSQ  | No avanzó | No avanzó | No avanzó | No avanzó |
| Natali Brito                                                 | 400 m            | 53.58     | 3 Q  | DSQ       | DSQ       | No avanzó | No avanzó |
| Paola Morán                                                  | 400 m            | 52.43     | 1 Q  | 52.38     | 3 q       | 52.96     | 7         |
| Brenda Flores                                                | 10,000 m         |           |      |           |           | DNF       | DNF       |
| Dania Aguillón Natali Brito Rosa Cook Iza Flores Paola Morán | 4 × 100 m relevo | 44.87     | 2 Q  | N/A       | N/A       | 44.79     | 4         |
| Dania Aguillón Natali Brito Rosa Cook Iza Flores Paola Morán | 4 × 400 m relevo |           |      | 3:38.16   | 1 Q       | 3:33.98   |           |

Eventos de campo
| Atleta                | Evento              | Calificación | Calificación | Final     | Final     |
| Atleta                | Evento              | Distancia    | Posición     | Distancia | Posición  |
| --------------------- | ------------------- | ------------ | ------------ | --------- | --------- |
| Ximena Esquivel       | Salto de altura     | 1.75         | 3 q          | 1.88      | 4         |
| Gloria Maldonado      | Salto de altura     | 1.75         | 3 q          | 1.80      | 11        |
| Susana Hernández      | Salto largo         | 5.84         | 15           | No avanzó | No avanzó |
| Gloria Maldovnado     | Salto largo         | 5.87         | 14           | No avanzó | No avanzó |
| María Fernanda Orozco | Lanzamiento de bala | 15.69        | 9 q          | 16.44     | 9         |

## Béisbol
Etapa de grupo
| Equipo         | Pld | W | L | RF | RA | Pct   |
| -------------- | --- | - | - | -- | -- | ----- |
| Japón          | 3   | 3 | 0 | 37 | 7  | 1%    |
| Estados Unidos | 3   | 2 | 1 | 21 | 16 | 0.67% |
| México         | 3   | 1 | 2 | 19 | 10 | 0.33% |
| Rusia          | 3   |   | 3 | 3  | 47 | 0.00% |

| 20 de agosto de 2017 | Estados Unidos | 3–2      | México |                                   |  |
|                      |                |          |        |                                   |  |
|                      |                | Boxscore |        | Pabellón: Tianmu Baseball Stadium |  |

| 22 de agosto de 2017 | Japón | 7–2      | México |                                     |  |
|                      |       |          |        |                                     |  |
|                      |       | Boxscore |        | Pabellón: Xinzhuan Baseball Stadium |  |

| 23 de agosto de 2017 | México | 15–0     | Rusia |                                     |  |
|                      |        |          |       |                                     |  |
|                      |        | Boxscore |       | Pabellón: Xinzhuan Baseball Stadium |  |

### Ronda de Consolación
| Equipo           | Pld | W | L | RF | RA | Pct   |
| ---------------- | --- | - | - | -- | -- | ----- |
| Francia          | 3   | 2 | 1 | 20 | 18 | 0.67% |
| China Taipéi (H) | 3   | 2 | 1 | 29 | 5  | 0.67% |
| México           | 3   | 2 | 1 | 24 | 16 | 0.67% |
| Rusia            | 3   | 0 | 3 | 7  | 41 | 0.00% |

| 25 de agosto de 2017 | México | 1–11     | República de China |                                      |  |
|                      |        |          |                    |                                      |  |
|                      |        | Boxscore |                    | Pabellón: Estadio de Baseball NTX XZ |  |

| 26 de agosto de 2017 | Francia | 7–8      | México |                                      |  |
|                      |         |          |        |                                      |  |
|                      |         | Boxscore |        | Pabellón: Estadio de Baseball NTX XZ |  |

### Semifinal Ronda de Consolación
| 27 de agosto de 2017 | República de China | 10–0     | México |                                      |  |
|                      |                    |          |        |                                      |  |
|                      |                    | Boxscore |        | Pabellón: Estadio de Baseball NTX XZ |  |

### Juego de consolación por el 7° puesto
| 26 de agosto de 2017 | Francia | 7–8      | México |                                      |  |
|                      |         |          |        |                                      |  |
|                      |         | Boxscore |        | Pabellón: Estadio de Baseball NTX XZ |  |

## Baloncesto

### Torneo Masculino
Ronda preliminar
| 20 de agosto de 2017 | Corea del Sur                         | 97–94    | México |                                              |  |
|                      | Parciales: 27–16, 20–37, 27–15, 23–26 |          |        |                                              |  |
|                      |                                       | Boxscore |        | Pabellón: Taipei Heping Basketball Gymnasium |  |

| 21 de agosto de 2017 | México                                | 85–78    | Letonia |                        |  |
|                      | Parciales: 20–22, 21–19, 20–17, 24–20 |          |         |                        |  |
|                      |                                       | Boxscore |         | Pabellón: Taipei Arena |  |

| 22 de agosto de 2017 | México                                | 88–90    | República de China |                                              |  |
|                      | Parciales: 26–25, 24–23, 12–24, 26–18 |          |                    |                                              |  |
|                      |                                       | Boxscore |                    | Pabellón: Taipei Heping Basketball Gymnasium |  |

| 24 August, 2017 | Serbia                                | 83–89                                                                                                 | México |                                              |  |
|                 | Parciales: 24–14, 17–26, 28–17, 14–32 | |        |                                              |  |
|                 |                                       | [https://data.2017.gov.taipei/atos/prod/resTP2017/pdf/TP2017/BK/TP2017_BK_C73_BKM400A10.pdf Boxscore* |        | Pabellón: Taipei Heping Basketball Gymnasium |  |

| 25 de agosto de 2017 | México                                | 82–77    | Hungría |                                       |  |
|                      | Parciales: 24–25, 20–19, 20–16, 18–17 |          |         |                                       |  |
|                      |                                       | Boxscore |         | Pabellón: Hsinchu Municipal Gymnasium |  |

#### 9°-16° lugar
| 27 de agosto de 2017 | México                                | 81–75    | Noruega |                                       |  |
|                      | Parciales: 20–22, 23–22, 18–17, 20–14 |          |         |                                       |  |
|                      |                                       | Boxscore |         | Pabellón: Hsinchu Municipal Gymnasium |  |

| 28 de agosto de 2017 | México                                   | 71–93    | Australia |                                       |  |
|                      | Parciales: 19–29, 18– 22, 18– 22, 16– 20 |          |           |                                       |  |
|                      |                                          | Boxscore |           | Pabellón: Hsinchu Municipal Gymnasium |  |

#### 11° Lugar
| 28 de agosto de 2017 | México                                | 93–69    | República Checa |                                       |  |
|                      | Parciales: 19–11, 24–15, 25–18, 25–25 |          |                 |                                       |  |
|                      |                                       | Boxscore |                 | Pabellón: Hsinchu Municipal Gymnasium |  |

## Clavados
Hombres
| Atleta                                                                           | Evento                       | Preliminaries | Preliminaries | Semifinales | Semifinales | Final     | Final     |
| Atleta                                                                           | Evento                       | Puntos        | Rank          | Puntos      | Rank        | Puntos    | Rank      |
| -------------------------------------------------------------------------------- | ---------------------------- | ------------- | ------------- | ----------- | ----------- | --------- | --------- |
| Adán Zúñiga                                                                      | 1 m trampolín                | 337.05        | 16            | No Avanzó   | No Avanzó   | No Avanzó | No Avanzó |
| Jahir Ocampo                                                                     | 1 m trampolín                | 369.45        | 7 Q           | 419.70      | 1 Q         | 410.50    | 5         |
| Rodrigo Diego                                                                    | 1 m trampolín                | 350.00        | 12 Q          | 393.60      | 3 Q         | 385.00    | 8         |
| Adán Zúñiga                                                                      | 3 m trampolín                | 366.25        | 15 Q          | 348.50      | 16          | No Avanzó | No Avanzó |
| Jahir Ocampo                                                                     | 3 m trampolín                | 451.20        | 2 Q           | 405.45      | 9 Q         | 421.35    | 10        |
| Julio Rodríguez                                                                  | 3 m trampolín                | 365.90        | 16            | No Avanzó   | No Avanzó   | No Avanzó | No Avanzó |
| Diego García                                                                     | 10 m plataforma              | 350.65        | 15 Q          | 345.20      | 15          | No Avanzó | No Avanzó |
| José Balleza                                                                     | 10 m plataforma              | 414.60        | 6 Q           | 421.60      | 7 Q         | 447.95    | 6         |
| Rodrigo Diego López Adán Zúñiga                                                  | 3 m trampolín sincronizado   |               |               |             |             | 383.37    | 6         |
| José Balleza Jahir Ocampo                                                        | 10 m plataforma sincronizada |               |               |             |             | 376.44    | 5         |
| Adán Zúñiga Jahir Ocampo Rodrigo Diego Julio Rodríguez Diego García José Balleza | Team                         |               |               |             |             | 3513.51   |           |

Mujeres
| Atleta                                                             | Evento                     | Preliminaries | Preliminaries | Semifinales | Semifinales | Final     | Final     |
| Atleta                                                             | Evento                     | Puntos        | Rank          | Puntos      | Rank        | Puntos    | Rango     |
| ------------------------------------------------------------------ | -------------------------- | ------------- | ------------- | ----------- | ----------- | --------- | --------- |
| Arantxa Chávez                                                     | 1 m trampolín              | 254.45        | 3 Q           | 264.85      | 1 Q         | 265.70    | 5         |
| Dolores Hernández                                                  | 1 m trampolín              | 254.40        | 4 Q           | 248.50      | 5 Q         | 278.70    |           |
| Melany Hernández                                                   | 1 m trampolín              | 203.05        | 26            | No avanzó   | No avanzó   | No avanzó | No avanzó |
| Arantxa Chávez                                                     | 3 m trampolín              | 271.55        | 4 Q           | 279.05      | 4 Q         | 327.85    |           |
| Dolores Hernández                                                  | 3 m trampolín              | 303.55        | 1 Q           | No avanzó   | No avanzó   | No avanzó | No avanzó |
| Melany Hernández                                                   | 3 m trampolín              | DNS           | DNS           | No avanzó   | No avanzó   | No avanzó | No avanzó |
| Daniela Zambrano                                                   | 10 m plataforma            | 265.30        | 9 Q           | 251.80      | 12 Q        | 231.90    | 12        |
| Arantxa Chávez Melany Hernández                                    | 3 m trampolín sincronizado |               |               |             |             | 290.22    |           |
| Arantxa Chávez Dolores Hernández Melany Hernández Daniela Zambrano | Equipo Femenino            |               |               |             |             | 2091.22   | 4         |

Mixto
| Atleta                        | Evento                       | Final  | Final |
| Atleta                        | Evento                       | Puntos | Rango |
| ----------------------------- | ---------------------------- | ------ | ----- |
| Arantxa Chávez Adán Zúñiga    | 3 m trampolín sincronizado   | 302.01 |       |
| Daniela Zambrano Diego García | 10 m plataforma sincronizada | 249.78 | 6     |
| Arantxa Chávez José Balleza   | Evento de Equipo Mixto       | 351.30 | 4     |

## Esgrima
| Atleta                                          | Evento            | Ronda de Calificación | Ronda de Calificación | Ronda de 64             | Ronda de 32          | Ronda de 16           | Cuartos de final      | Semifinales        | Final / BM         | Final / BM |
| Atleta                                          | Evento            | Resultado             | Siembra               | Oponente Resultado      | Oponente Resultado   | Oponente Resultado    | Oponente Resultado    | Oponente Resultado | Oponente Resultado | Rank       |
| ----------------------------------------------- | ----------------- | --------------------- | --------------------- | ----------------------- | -------------------- | --------------------- | --------------------- | ------------------ | ------------------ | ---------- |
| Alely Hernández                                 | Florete           | 4V – 1D               | 1 Q                   | BYE                     | Kreiss (HUN) L 10-15 | No Avanzó             | No Avanzó             | No Avanzó          | No Avanzó          | 21         |
| Victoria Meza                                   | Florete           | 1V – 5D               | 6                     | No Avanzó               | No Avanzó            | No Avanzó             | No Avanzó             | No Avanzó          | No Avanzó          | 57         |
| Melissa Rebolledo                               | Florete           | 3V – 2D               | 4 Q                   | Cellerova (SVK) L 14-15 | No Avanzó            | No Avanzó             | No Avanzó             | No Avanzó          | No Avanzó          | 36         |
| Alely Hernández Victoria Meza Melissa Rebolledo | Equipo de florete |                       |                       |                         |                      | Rumania (ROU) W 45-42 | Hungría (HUN) L 36-42 | No Avanzó          | No Avanzó          | 7          |
| Kin Escamilla                                   | Sable             | 1V – 5D               | 6                     | No Avanzó               | No Avanzó            | No Avanzó             | No Avanzó             | No Avanzó          | No Avanzó          | 50         |

## Fútbol

### Masculino

#### Ronda preliminar
| Pos | Team             | Pld | W | D | L | GF | GA | GD | Pts | Qualification        |
| --- | ---------------- | --- | - | - | - | -- | -- | -- | --- | -------------------- |
| 1   | México           | 3   | 2 | 1 | 0 | 5  | 1  | +4 | 7   | Elimination round    |
| 2   | Francia          | 3   | 1 | 2 | 0 | 2  | 1  | +1 | 5   | Elimination round    |
| 3   | Irlanda          | 3   | 1 | 1 | 1 | 2  | 2  | 0  | 4   | Classification round |
| 4   | China Taipéi (H) | 3   | 0 | 0 | 3 | 1  | 6  | −5 | 0   | Classification round |

| 18 de agosto de 2017 | República de China | 0–3      | México |                                               |  |
|                      |                    |          |        |                                               |  |
|                      |                    | Boxscore |        | Pabellón: Estadio de la Universidad de Fu Jen |  |

| 21 de agosto de 2017 | Irlanda | 0–1      | México |                                 |  |
|                      |         |          |        |                                 |  |
|                      |         | Boxscore |        | Pabellón: Estadio NTC Xinzhuang |  |

| 23 de agosto de 2017 | Francia | 1–1      | México |                                 |  |
|                      |         |          |        |                                 |  |
|                      |         | Boxscore |        | Pabellón: Estadio NTC Xinzhuang |  |

#### Cuartos de final
| 25 de agosto de 2017 | México | 2–0      | Ucrania |                                               |  |
|                      |        |          |         |                                               |  |
|                      |        | Boxscore |         | Pabellón: Estadio de la Universidad de Fu Jen |  |

#### Semifinal
| 26 de agosto de 2017 | México | 1–3      | Japón |                                                  |  |
|                      |        |          |       |                                                  |  |
|                      |        | Boxscore |       | Pabellón: Segundo Estadio del Condado de Hsinchu |  |

#### 3° Lugar
| 29 de agosto de 2017 | México | 0 5–0 3  | Uruguay |                                               |  |
|                      |        |          |         |                                               |  |
|                      |        | Boxscore |         | Pabellón: Estadio de la Universidad de Fu Jen |  |

### Femenino

#### Ronda preliminar
| Pos | Team    | Pld | W | D | L | GF | GA | GD | Pts | Qualification        |
| --- | ------- | --- | - | - | - | -- | -- | -- | --- | -------------------- |
| 1   | México  | 3   | 2 | 1 | 0 | 5  | 1  | +4 | 7   | Elimination round    |
| 2   | Canadá  | 3   | 1 | 2 | 0 | 2  | 1  | +1 | 5   | Elimination round    |
| 3   | Irlanda | 3   | 1 | 1 | 1 | 2  | 2  | 0  | 4   | Classification round |

| 18 de agosto de 2017 | México | 0–0      | Irlanda |                                                  |  |
|                      |        |          |         |                                                  |  |
|                      |        | Boxscore |         | Pabellón: Segundo Estadio del Condado de Hsinchu |  |

| 22 de agosto de 2017 | Canadá | 0–2      | México |                                               |  |
|                      |        |          |        |                                               |  |
|                      |        | Boxscore |        | Pabellón: Estadio de la Universidad de Fu Jen |  |

#### Cuartos de final
| 24 de agosto de 2017 | México | 2–3      | Japón |                                               |  |
|                      |        |          |       |                                               |  |
|                      |        | Boxscore |       | Pabellón: Estadio de la Universidad de Fu Jen |  |

#### Clasificación 5°-8° Lugar
| 26 de agosto de 2017 | Estados Unidos | 5–2      | México |                                 |  |
|                      |                |          |        |                                 |  |
|                      |                | Boxscore |        | Pabellón: Estadio NTC Xinzhuang |  |

#### 7° Lugar
| 28 de agosto de 2017 | México | 1–0      | Canadá |                                 |  |
|                      |        |          |        |                                 |  |
|                      |        | Boxscore |        | Pabellón: Estadio NTC Xinzhuang |  |

## Gimnasia

### Artística
| Atleta         | Evento              | Calificación | Calificación | Calificación | Calificación | Calificación | Calificación | Calificación | Calificación | Final     | Final     | Final     | Final     | Final     | Final     | Final     | Final     |
| Atleta         | Evento              | Aparato      | Aparato      | Aparato      | Aparato      | Aparato      | Aparato      | Total        | Rank         | Aparato   | Aparato   | Aparato   | Aparato   | Aparato   | Aparato   | Total     | Rango     |
| Atleta         | Evento              | F            | PH           | R            | V            | PB           | HB           | Total        | Rank         | F         | PH        | R         | V         | PB        | HB        | Total     | Rango     |
| -------------- | ------------------- | ------------ | ------------ | ------------ | ------------ | ------------ | ------------ | ------------ | ------------ | --------- | --------- | --------- | --------- | --------- | --------- | --------- | --------- |
| Fabián de Luna | Caballo con Arzónes |              | 11.900       |              |              |              |              | 11.900       | 58           | No Avanzó | No Avanzó | No Avanzó | No Avanzó | No Avanzó | No Avanzó | No Avanzó | No Avanzó |
| Fabián de Luna | Anillos             |              |              | 14.550       |              |              |              | 14.550       | 10           | No Avanzó | No Avanzó | No Avanzó | No Avanzó | No Avanzó | No Avanzó | No Avanzó | No Avanzó |
| Fabián de Luna | Salto de Caballo    |              |              |              | 14.075       |              |              | 14.075       | 10           | No Avanzó | No Avanzó | No Avanzó | No Avanzó | No Avanzó | No Avanzó | No Avanzó | No Avanzó |
| Fabián de Luna | Barras paralelas    |              |              |              |              | 12.600       |              | 12.600       | 62           | No Avanzó | No Avanzó | No Avanzó | No Avanzó | No Avanzó | No Avanzó | No Avanzó | No Avanzó |
| Fabián de Luna | Barra horizontal    |              |              |              |              |              | 12.725       | 12.725       | 52           | No Avanzó | No Avanzó | No Avanzó | No Avanzó | No Avanzó | No Avanzó | No Avanzó | No Avanzó |
| Francisco Rojo | All-Around          | 13.000       | 11.050       | 11.650       | 14.000       | 12.700       | 12.250       | 74.650       | 36           | No Avanzó | No Avanzó | No Avanzó | No Avanzó | No Avanzó | No Avanzó | No Avanzó | No Avanzó |

### Rítmica
| Atleta         | Evento                | Ronda de Calificación | Ronda de Calificación | Ronda de Calificación | Ronda de Calificación | All Around | All Around |
| Atleta         | Evento                | Aro                   | Pelota                | Clavas                | Cinta                 | Final      | Rank       |
| -------------- | --------------------- | --------------------- | --------------------- | --------------------- | --------------------- | ---------- | ---------- |
| Rut Castillo   | Individual all-around | 15.350 Q              | 14.600                | 15.050 Q              | 12.850                | 57.850     | 9          |
| Cindy Gallegos | Individual all-around | 13.750                | 11.700                | 12.100                | 12.400                | 49.950     | 22         |

Finales Individuales
| Atleta       | Evento | Total  | Rank |
| ------------ | ------ | ------ | ---- |
| Rut Castillo | Aro    | 15.100 | 6    |
| Rut Castillo | Clavas | 14.150 | 7    |

## Judo

### Femenino
| Atleta                                 | Evento          | Ronda de 16                  | Ronda de 8           | Cuartos de final        | Semifinales          | Repesca 16         | Repesca 8          | Final de Repesca   | Final / BM                 | Rank |
| Atleta                                 | Evento          | Oponente Resultado           | Oponente Resultado   | Oponente Resultado      | Oponente Resultado   | Oponente Resultado | Oponente Resultado | Oponente Resultado | Oponente Resultado         | Rank |
| -------------------------------------- | --------------- | ---------------------------- | -------------------- | ----------------------- | -------------------- | ------------------ | ------------------ | ------------------ | -------------------------- | ---- |
| Nayeli León                            | -57 kg          | Golomidova (RUS) L 00S1-01S1 | No Avanzó            | No Avanzó               | No Avanzó            | No Avanzó          | No Avanzó          | No Avanzó          | No Avanzó                  | 16   |
| Andrea Poo                             | -70 kg          | Tang (MAC) W 10-00           | Fehr (USA) W 11-00S1 | Babic (CRO) W 10S2-00S1 | Niizoe (JPN) L 00-11 | Exento             | Exento             | Exento             | Paissoni (ITA) L 00S1-01S1 | 5    |
| Melanie Bolaños                        | +78 kg          | Inoue (JPN) L 00S1–10        | No Avanzó            | No Avanzó               | No Avanzó            | No Avanzó          | No Avanzó          | No Avanzó          | No Avanzó                  | 9    |
| Melanie Bolaños Nayeli León Andrea Poo | Equipo Femenino |                              | Rusia (RUS) L 0-5    | No Avanzó               | No Avanzó            | No Avanzó          | No Avanzó          | No Avanzó          | No Avanzó                  | 9    |

## Patinaje sobre ruedas
| Atleta          | Evento               | Semifinal     | Semifinal | Final Tiempo/Puntos | Rank        |
| Atleta          | Evento               | Puntos/Tiempo | Rank      | Final Tiempo/Puntos | Rank        |
| --------------- | -------------------- | ------------- | --------- | ------------------- | ----------- |
| Claudio García  | 1,000 m sprint       | 1:28.368      | 17        | No adelantó         | No adelantó |
| Claudio García  | 10,000 m eliminación |               |           | EL                  | 14          |
| Claudio García  | 15,000 m eliminación |               |           | EL                  | 5           |
| Claudio García  | Maratón Masculino    |               |           | 1:07:23.385         | 12          |
| Berenice Molina | 1,000 m sprint       | 1:35.074      | 16        | No adelantó         | No adelantó |
| Berenice Molina | 10,000 m eliminación |               |           | EL                  | 8           |
| Berenice Molina | 15,000 m eliminación |               |           | EL                  | 6           |
| Berenice Molina | Maratón Femenino     |               |           | 1:27:50.46220       | 20          |

## Natación
Hombres
| Atleta                                                  | Evento                     | Calor   | Calor | Semifinal | Semifinal | Final     | Final     |
| Atleta                                                  | Evento                     | Tiempo  | Rango | Tiempo    | Rango     | Tiempo    | Rango     |
| ------------------------------------------------------- | -------------------------- | ------- | ----- | --------- | --------- | --------- | --------- |
| Long Yuan Gutiérrez                                     | 100 m freestyle            | 49.74   | 11 Q  | 50.01     | 16        | No Avanzó | No Avanzó |
| Long Yuan Gutiérrez                                     | 200 m freestyle            | 1:49.52 | 6 Q   | 1:49.05   | 11        | No Avanzó | No Avanzó |
| Long Yuan Gutiérrez                                     | 400 m freestyle            | 3:56.44 | 20    |           |           | No Avanzó | No Avanzó |
| Long Yuan Gutiérrez                                     | 50 m mariposa              | 24.29   | 13    | No Avanzó | No Avanzó | No Avanzó | No Avanzó |
| Long Yuan Gutiérrez                                     | 100 m mariposa             | 53.52   | 20    | No Avanzó | No Avanzó | No Avanzó | No Avanzó |
| Andy Song                                               | 50 m backstroke            | 26.58   | 36    | No Avanzó | No Avanzó | No Avanzó | No Avanzó |
| Andy Song                                               | 100 m backstroke           | 56.91   | 34    | No Avanzó | No Avanzó | No Avanzó | No Avanzó |
| Andy Song                                               | 200 m backstroke           | 2:03.08 | 19    | No Avanzó | No Avanzó | No Avanzó | No Avanzó |
| Mauro Castillo                                          | 50 m breastroke            | 28.67   | 26    | No Avanzó | No Avanzó | No Avanzó | No Avanzó |
| Mauro Castillo                                          | 100 m breastroke           | 1:02.35 | 24    | No Avanzó | No Avanzó | No Avanzó | No Avanzó |
| Mauro Castillo                                          | 200 m breastroke           | 2:14.14 | 14 Q  | No Avanzó | No Avanzó | No Avanzó | No Avanzó |
| Jorge Iga                                               | 50 m freestyle             | 23.20   | 32    | No Avanzó | No Avanzó | No Avanzó | No Avanzó |
| Jorge Iga                                               | 100 m freestyle            | 50.30   | 20    | No Avanzó | No Avanzó | No Avanzó | No Avanzó |
| Jorge Iga                                               | 200 m freestyle            | 1:49.91 | 10 Q  | 1:50.26   | 16        | No Avanzó | No Avanzó |
| Jorge Iga                                               | 50 m mariposa              | 24.58   | 22    | No Avanzó | No Avanzó | No Avanzó | No Avanzó |
| Mateo González                                          | 100 m mariposa             | 2:06.25 | 30    | No Avanzó | No Avanzó | No Avanzó | No Avanzó |
| Mateo González                                          | 200 m individual medley    | 2:06.25 | 30    | No Avanzó | No Avanzó | No Avanzó | No Avanzó |
| Héctor Ruvalcaba                                        | 200 m mariposa             | 2:03.09 | 25    | No Avanzó | No Avanzó | No Avanzó | No Avanzó |
| Héctor Ruvalcaba                                        | 200 m individual medley    | 2:05.53 | 28    | No Avanzó | No Avanzó | No Avanzó | No Avanzó |
| Héctor Ruvalcaba                                        | 400 m individual medley    | 4:29.02 | 6     | No Avanzó | No Avanzó | No Avanzó | No Avanzó |
| Ramiro Ramírez                                          | 200 m mariposa             | 2:00.56 | 18    | No Avanzó | No Avanzó | No Avanzó | No Avanzó |
| Mateo González Long Yuan Gutiérrez Andres Iga Andy Song | Relevo 4 × 100 m freestyle | 3:22.31 | 12    |           |           | No Avanzó | No Avanzó |
| Mateo González Long Yuan Gutiérrez Andres Iga Andy Song | Relevo 4 × 200 m freestyle |         |       | 7:39.33   | 15        | No Avanzó | No Avanzó |
| Mateo González Long Yuan Gutiérrez Andres Iga Andy Song | Relevo 4 × 100 m medley    |         |       | 3:41.43   | 2         | No Avanzó | No Avanzó |

Mujeres
| Atleta           | Evento                  | Calor   | Calor | Semifinal | Semifinal | Final     | Final     |
| Atleta           | Evento                  | Tiempo  | Rank  | Tiempo    | Rank      | Tiempo    | Rank      |
| ---------------- | ----------------------- | ------- | ----- | --------- | --------- | --------- | --------- |
| Ana Carrillo     | 50 m breastroke         | 33.09   | 21    | No Avanzó | No Avanzó | No Avanzó | No Avanzó |
| Ana Carrillo     | 100 m breastroke        | 1:14.20 | 32    | No Avanzó | No Avanzó | No Avanzó | No Avanzó |
| Ana Carrillo     | 200 m breastroke        | 2:38.77 | 26    | No Avanzó | No Avanzó | No Avanzó | No Avanzó |
| Byanca Rodríguez | 50 m breastroke         | 32.21   | 11 Q  | 32.45     | 14        | No Avanzó | No Avanzó |
| Byanca Rodríguez | 100 m breastroke        | 1:09.42 | 10 Q  | 1:10.00   | 14        | No Avanzó | No Avanzó |
| Byanca Rodríguez | 200 m breastroke        | 2:29.42 | 6 Q   | 2:29.64   | 10        | No Avanzó | No Avanzó |
| Byanca Rodríguez | 200 m individual medley | 2:19.92 | 19    | No Avanzó | No Avanzó | No Avanzó | No Avanzó |

## Tenis de mesa

### Individual Masculino
| Atleta            | Evento        | Etapa de Grupo      | Etapa de Grupo     | Etapa de Grupo | Ronda de 32        | Ronda de 16        | Cuartos de final   | Semifinales        | Final              | Rank      |
| Atleta            | Evento        | Oponente Resultado  | Oponente Resultado | Rank           | Oponente Resultado | Oponente Resultado | Oponente Resultado | Oponente Resultado | Oponente Resultado | Rank      |
| ----------------- | ------------- | ------------------- | ------------------ | -------------- | ------------------ | ------------------ | ------------------ | ------------------ | ------------------ | --------- |
| Miguel Ángel Lara | Men's singles | Bankosz (POL) L 2-3 | Wang (NZL) W 3-0   | 2              | No Avanzó          | No Avanzó          | No Avanzó          | No Avanzó          | No Avanzó          | No Avanzó |

## Taekwondo

### Kyorugi
Hombres
| Atleta           | Evento           | Ronda de 32           | Ronda de 16          | Cuartos de final          | Semifinales        | Final              | Rank |
| Atleta           | Evento           | Oponente Resultado    | Oponente Resultado   | Oponente Resultado        | Oponente Resultado | Oponente Resultado | Rank |
| ---------------- | ---------------- | --------------------- | -------------------- | ------------------------- | ------------------ | ------------------ | ---- |
| César Rodríguez  | -54 kg           |                       | Navarro (ARG) W 25-9 | Abdikaliyev (KAZ) W 31-17 | Heo (KOR) L 9-18   | No Avanzó          |      |
| Salvador Álvarez | -58 kg           |                       | Bette (FRA) L 7-8    | No Avanzó                 | No Avanzó          | No Avanzó          | 17   |
| Edgar Porras     | -63 kg           | Mammadov (AZE) L 5-21 | No Avanzó            | No Avanzó                 | No Avanzó          | No Avanzó          | 17   |
| José Nava        | -68 kg           | Azemi (SWE) W 24-14   | Pérez (ESP) L 7-13   | No Avanzó                 | No Avanzó          | No Avanzó          | 9    |
| Héctor Álvarez   | -74 kg           | Kakouris (CYP) W 9-8  | Guliyev (AZE) L 5-5  | No Avanzó                 | No Avanzó          | No Avanzó          | 9    |
| René Lizárraga   | -80 kg           |                       | Bouzid (FRA) L 13-23 | No Avanzó                 | No Avanzó          | No Avanzó          | 17   |
| Misael López     | -87 kg           |                       | Uguz (TUR) W 16-11   | Rajabi (IRI) L 3-17       | No Avanzó          | No Avanzó          | 5    |
| Carlos Sansores  | +87 kg           |                       | Cho (KOR) L 7-8      | No Avanzó                 | No Avanzó          | No Avanzó          | 17   |
| Equipo Mexicano  | Equipo Masculino |                       | Russia (RUS) L 21-39 | No Avanzó                 | No Avanzó          | No Avanzó          | 9    |

Mujeres
| Atleta           | Acontecimiento  | Ronda de 32           | Ronda de 16                | Cuartos de final            | Semifinales         | Final              | Rank |
| Atleta           | Acontecimiento  | Oponente Resultado    | Oponente Resultado         | Oponente Resultado          | Oponente Resultado  | Oponente Resultado | Rank |
| ---------------- | --------------- | --------------------- | -------------------------- | --------------------------- | ------------------- | ------------------ | ---- |
| Diana Gómez      | -46 kg          | BYE                   | Sabyr (KAZ) W 7-2          | Romoldanova (UKR) L 2-2     | No Avanzó           | No Avanzó          | 5    |
| Itzel Manjarrez  | -49 kg          |                       | Ilchyk (UKR) W 9-6         | Yamada (JPN) W 11-8         | Cidem (TUR) L 3-6   | No Avanzó          |      |
| Renata García    | -53 kg          | Pilavaki (CYP) W 19-7 | García (ESP) W 10-6        | Bogdanovic (SRB) L 4-25     | No Avanzó           | No Avanzó          | 5    |
| Paulina Armería  | -57 kg          | Eris (AZE) W 0-DSQ    | Ardiana (USA) W 8-4        | Vieira (BRA) W 13-5         | Lee (KOR) L 7-15    | No Avanzó          |      |
| Melissa Oviedo   | -62 kg          |                       | Froemming (GER) W 6-3      | Gomes (BRA) W28-24          | Yaman (TUR) L 1-5   | No Avanzó          |      |
| Victoria Heredia | -67 kg          |                       | Yergeshova (KAZ) W 8-3     | Jovic (SRB) W 14-12         | Kim (KOR) L 7-17    | No Avanzó          |      |
| Mitzy Toledo     | -73 kg          |                       | Sakulkittiyut (THA) W 14-2 | Deniz (KAZ) L 5-8           | No Avanzó           | No Avanzó          | 5    |
| Briseida Acosta  | +73 kg          |                       | Avoulete (FRA) W 11-9      | Ma (TPE) W 9-9              | An (KOR) L 6-10     | No Avanzó          |      |
| Equipo Mexicano  | Equipo Femenino |                       | Germany (GER) W 23-12      | United States (USA) W 13-11 | Poland (POL) L 8-10 | No Avanzó          |      |

### Poomsae

#### Hombres
| Atleta       | Acontecimiento       | Preliminaries | Preliminaries | Semifinales | Semifinales | Final  | Final |
| Atleta       | Acontecimiento       | Puntos        | Rank          | Puntos      | Rank        | Puntos | Rank  |
| ------------ | -------------------- | ------------- | ------------- | ----------- | ----------- | ------ | ----- |
| Vaslav Ayala | Individual Masculino | 79.9          | 3 Q           | 78.3        | 8 Q         | 69.2   | 5     |

## Tenis
| Atleta                                | Evento             | Preliminar               | Ronda de 64                       | Ronda de 32                          | Ronda de 16              | Cuartos de final              | Semifinales        | Final / BM         | Final / BM |
| Atleta                                | Evento             | Oponente Resultado       | Oponente Resultado                | Oponente Resultado                   | Oponente Resultado       | Oponente Resultado            | Oponente Resultado | Oponente Resultado | Rank       |
| ------------------------------------- | ------------------ | ------------------------ | --------------------------------- | ------------------------------------ | ------------------------ | ----------------------------- | ------------------ | ------------------ | ---------- |
| Alonso Delgado                        | Hombres Individual | Amazona (PHI) W 6-2, 6-1 | Jung (TPE) L 2-6, 2-6             | No Avanzó                            | No Avanzó                | No Avanzó                     | No Avanzó          | No Avanzó          | No Avanzó  |
| Rogelio Siller                        | Hombres Individual |                          | Hong (KOR) L 1-6, 2-6             | No Avanzó                            | No Avanzó                | No Avanzó                     | No Avanzó          | No Avanzó          | No Avanzó  |
| Jorge González Luis Pineda            | Dobles Masculinos  |                          |                                   | Cocouvi /Eon (GBR) L1-2              | No Avanzó                | No Avanzó                     | No Avanzó          | No Avanzó          |            |
| Jessica Hinojosa                      | Mujeres Individual |                          | Kerimbayeva (KAZ) L 6-4, 5-7, 2-6 | No Avanzó                            | No Avanzó                | No Avanzó                     | No Avanzó          | No Avanzó          |            |
| Victoria Rodríguez                    | Mujeres Individual |                          | Volk (SLO) W 6-1, 6-0             | Capadocia (PHI) W 0-RET              | Czarnik (POL) W 6-2, 6-0 | Cheapchandej (THA) L 2-6, 3-6 | No Avanzó          | No Avanzó          |            |
| Giovanna Manifacio Victoria Rodríguez | Dobles femeninos   |                          |                                   | Fleming /Hart (USA) L 7-5, 3-6, 8-10 | No Avanzó                | No Avanzó                     | No Avanzó          | No Avanzó          |            |
| Alonso Delgado María Espíndola        | Dobles Mixtos      |                          |                                   | Kapitány /Madarász (HUN) L 3-6, 5-7  | No Avanzó                | No Avanzó                     | No Avanzó          | No Avanzó          |            |

## Voleibol

### Masculino
Ronda preliminar
| Rank | Equipo        | Pts | Partidos | Partidos | Sets | Sets | Sets  | Puntos | Puntos | Puntos |
| Rank | Equipo        | Pts | W        | L        | W    | L    | Ratio | W      | L      | Ratio  |
| ---- | ------------- | --- | -------- | -------- | ---- | ---- | ----- | ------ | ------ | ------ |
| 1    | Ucrania       | 11  | 4        | 0        | 12   | 2    | 6.000 | 335    | 285    | 1.175  |
| 2    | Portugal      | 8   | 3        | 1        | 9    | 6    | 1.500 | 342    | 333    | 1.027  |
| 3    | Corea del Sur | 8   | 2        | 2        | 10   | 8    | 1.250 | 418    | 383    | 1.091  |
| 4    | México        | 3   | 1        | 3        | 4    | 9    | 0.444 | 295    | 324    | 0.910  |
| 5    | Letonia       | 0   | 0        | 4        | 2    | 12   | 0.167 | 282    | 347    | 0.813  |

| Día    | Hora  | Local         | Marcador | Visitante | Set 1 | Set 2 | Set 3 | Set 4 | Set 5 | Total  | Reporte |
| ------ | ----- | ------------- | -------- | --------- | ----- | ----- | ----- | ----- | ----- | ------ | --- |
| 20 Aug | 13:00 | México        | 0–3      | Ucrania   | 20–25 | 22–25 | 24–26 |       |       | 66–76  | P2 (enlace roto disponible en Internet Archive; véase el historial, la primera versión y la última). P3 (enlace roto disponible en Internet Archive; véase el historial, la primera versión y la última). |
| 21 Aug | 15:00 | Latvia        | 0–3      | México    | 22–25 | 22–25 | 19–25 |       |       | 63–75  | P2 (enlace roto disponible en Internet Archive; véase el historial, la primera versión y la última). P3 (enlace roto disponible en Internet Archive; véase el historial, la primera versión y la última). |
| 24 Aug | 18:00 | México        | 0–3      | Portugal  | 23–25 | 15–25 | 21–25 |       |       | 59–75  | P2 (enlace roto disponible en Internet Archive; véase el historial, la primera versión y la última). P3 (enlace roto disponible en Internet Archive; véase el historial, la primera versión y la última). |
| 25 Aug | 20:00 | Corea del Sur | 3–1      | México    | 25–20 | 23–25 | 37–35 | 25–15 |       | 110–95 | P2 (enlace roto disponible en Internet Archive; véase el historial, la primera versión y la última). P3 (enlace roto disponible en Internet Archive; véase el historial, la primera versión y la última). |

9.ª.–16.ª plaza cuartos de final
| Día    | Hora  | Local   | Marcador | Visitante | Set 1 | Set 2 | Set 3 | Set 4 | Set 5 | Total | Reporte |
| ------ | ----- | ------- | -------- | --------- | ----- | ----- | ----- | ----- | ----- | ----- | --- |
| 27 Aug | 13:00 | Francia | 3–0      | México    | 25–23 | 25–13 | 25–21 |       |       | 75–57 | P2 (enlace roto disponible en Internet Archive; véase el historial, la primera versión y la última). P3 (enlace roto disponible en Internet Archive; véase el historial, la primera versión y la última). |

### Femenino
Ronda preliminar

| Rank | Equipo    | Pts | Partidos | Partidos | Sets | Sets | Sets  | Puntos | Puntos | Puntos |
| Rank | Equipo    | Pts | W        | L        | W    | L    | Ratio | W      | L      | Ratio  |
| ---- | --------- | --- | -------- | -------- | ---- | ---- | ----- | ------ | ------ | ------ |
| 1    | Rusia     | 9   | 3        | 0        | 9    | 1    | 9.000 | 246    | 180    | 1.367  |
| 2    | Finlandia | 6   | 2        | 1        | 6    | 3    | 2.000 | 204    | 182    | 1.121  |
| 3    | Brasil    | 3   | 1        | 2        | 4    | 6    | 0.667 | 213    | 219    | 0.973  |
| 4    | México    | 0   | 0        | 3        | 0    | 9    | 0.000 | 143    | 225    | 0.636  |

| Día    | Hora  | Local  | Marcador | Visitante | Set 1 | Set 2 | Set 3 | Set 4 | Set 5 | Total | Reporte |
| ------ | ----- | ------ | -------- | --------- | ----- | ----- | ----- | ----- | ----- | ----- | --- |
| 21 Aug | 18:00 | México | 0–3      | Rusia     | 20–25 | 9–25  | 15–25 |       |       | 44–75 | P2 (enlace roto disponible en Internet Archive; véase el historial, la primera versión y la última). P3 (enlace roto disponible en Internet Archive; véase el historial, la primera versión y la última). |
| 22 Aug | 18:00 | Brazil | 3–0      | México    | 25–21 | 25–11 | 25–16 |       |       | 75–48 | P2 (enlace roto disponible en Internet Archive; véase el historial, la primera versión y la última). P3 (enlace roto disponible en Internet Archive; véase el historial, la primera versión y la última). |
| 23 Aug | 18:00 | México | 0–3      | Finland   | 18–25 | 19–25 | 14–25 |       |       | 51–75 | P2 (enlace roto disponible en Internet Archive; véase el historial, la primera versión y la última). P3 (enlace roto disponible en Internet Archive; véase el historial, la primera versión y la última). |

9.ª.–16.ª plaza cuartos de final
| Día    | Hora  | Local  | Marcador | Visitante      | Set 1 | Set 2 | Set 3 | Set 4 | Set 5 | Total  | Reporte |
| ------ | ----- | ------ | -------- | -------------- | ----- | ----- | ----- | ----- | ----- | ------ | --- |
| 25 Aug | 20:00 | México | 2–3      | Estados Unidos | 25–20 | 20–25 | 10–25 | 25–21 | 12–15 | 92–106 | P2 (enlace roto disponible en Internet Archive; véase el historial, la primera versión y la última).P3 (enlace roto disponible en Internet Archive; véase el historial, la primera versión y la última). |

13.ª–16.ª plaza semifinal
| Día    | Hora  | Local  | Marcador | Visitante | Set 1 | Set 2 | Set 3 | Set 4 | Set 5 | Total | Reporte |
| ------ | ----- | ------ | -------- | --------- | ----- | ----- | ----- | ----- | ----- | ----- | --- |
| 26 Aug | 18:00 | Canadá | 3–0      | México    | 25–15 | 25–22 | 25–17 | –     | –     | 75–54 | P2 (enlace roto disponible en Internet Archive; véase el historial, la primera versión y la última).P3 (enlace roto disponible en Internet Archive; véase el historial, la primera versión y la última). |

15.ª plaza
| Día    | Hora  | Local  | Marcador | Visitante | Set 1 | Set 2 | Set 3 | Set 4 | Set 5 | Total | Reporte |
| ------ | ----- | ------ | -------- | --------- | ----- | ----- | ----- | ----- | ----- | ----- | --- |
| 27 Aug | 13:00 | México | 3–1      | Colombia  | 18–25 | 25–11 | 25–23 | 25–16 | –     | 93–75 | P2 (enlace roto disponible en Internet Archive; véase el historial, la primera versión y la última).P3 (enlace roto disponible en Internet Archive; véase el historial, la primera versión y la última). |

## Halterofília
| Atleta          | Acontecimiento           | Arrebata  | Arrebata | Limpio & Jerk | Limpio & Jerk | Total | Rango |
| Atleta          | Acontecimiento           | Resultado | Rango    | Resultado     | Rango         | Total | Rango |
| --------------- | ------------------------ | --------- | -------- | ------------- | ------------- | ----- | ----- |
| Jefreey Gumez   | El 56 kg de los hombres  | 102       | 7        | 122           | 13            | 224   | 11    |
| Antonio Vázquez | El 62 kg de los hombres  | 125       | 4        | 165           | 2             | 290   |       |
| Jonathan Muñoz  | El 69 kg de los hombres  | 135       | 9        | 168           | 6             | 303   | 8     |
| María Barco     | El 48 kg de las mujeres  | 60        | 15       | 78            | 13            | 138   | 15    |
| Guadalupe Villa | El 48 kg de las mujeres  | 70        | 7        | 88            | 8             | 158   | 9     |
| Carolina Lugo   | El 58 kg de las mujeres  | 84        | 7        | 111           | 5             | 195   | 6     |
| María Aguinaga  | El 69 kg de las mujeres  | 85        | 14       | 114           | 8             | 199   | 12    |
| Aremi Fuentes   | El 90 kg de las mujeres  | 105       | 3        | 127           | 4             | 232   | 4     |
| Gladis Bueno    | El 90 kg de +las mujeres | 104       | 3        | 127           | 6             | 231   | 5     |